# Хубли-Дхарвад
Хубли-Дхарвад, Хубли-Дхарвар — город в индийском штате Карнатака. Площадь — 200,23 км². Важный торговый центр, второй по численности населения город штата, крупнейший город северной Карнатаки c численностью населения 943 788 человека (2011). Город образован в 1962 году в результате объединения двух ранее самостоятельных городов Хубли и Дхарвад.

## История

### История Дхарвада

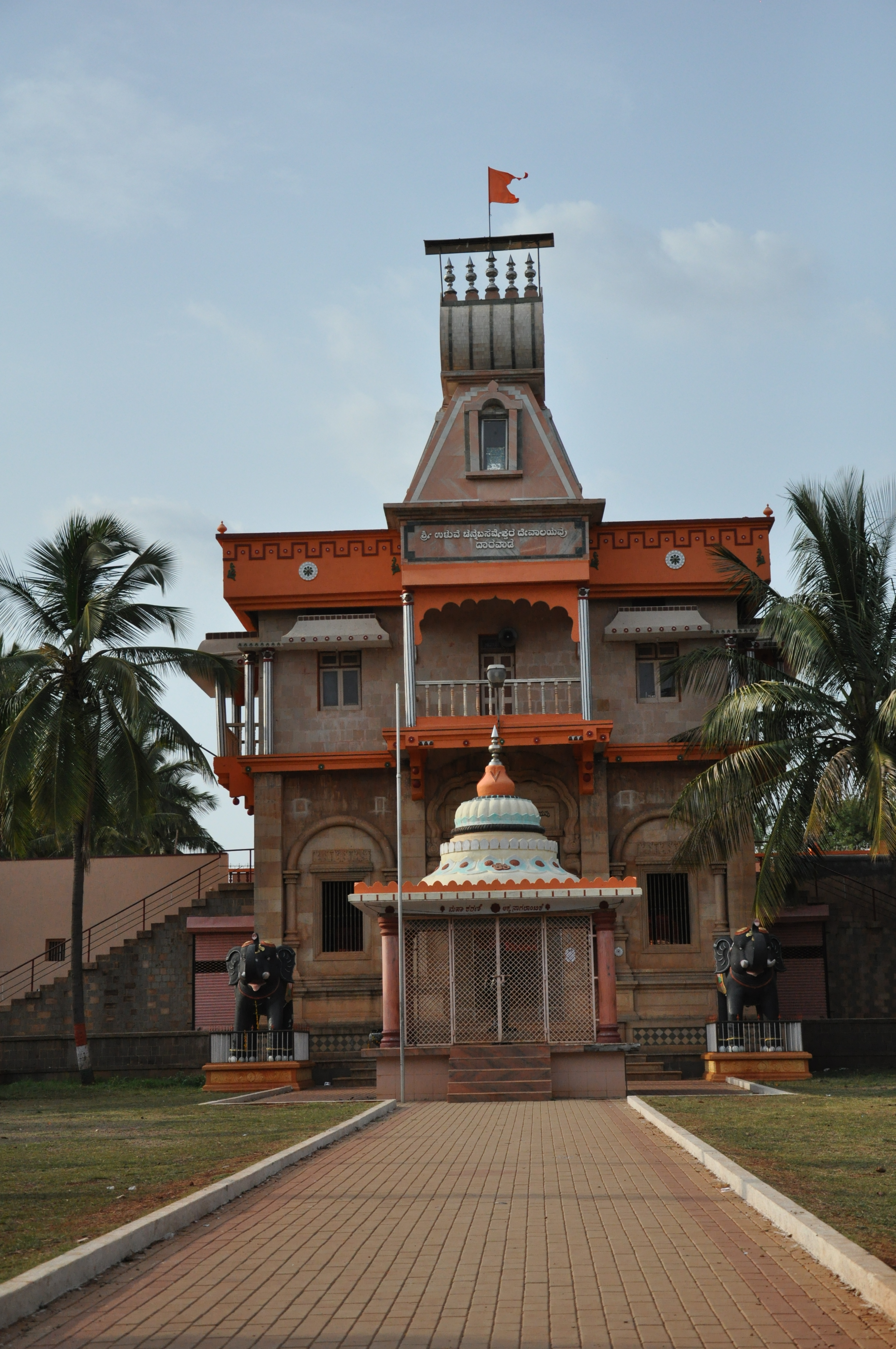
Храм Улави Шри Чаннабасавешвар

Слово «Дхарвад» происходит от санскритского слова дваравата, двара означает «дверь» и вата или вада — «город». Название города отражает значение города как важного перевалочного пункта на старинном торговом пути.
Дхарвад существует, как минимум, с XII века. В это время городом управляли Чалукьи. В XIV веке Дхарвад вошёл в состав султаната Бахмани — первого мусульманского государства Южной Индии. Затем город отошёл Виджаянагарской империи, правителями которой в 1403 году был возведён местный форт. После поражения виджаянагарского царя Таликота в 1565 году Дхарвад стал фактически независимым княжеством с индуистским правителем, однако в 1573 году город был захвачен султаном Биджапура Адил Шахом, который возвёл новый форт, названный Манна Килла (позднее — Назратабад). Возведение форта усилило стратегическую значимость Дхарвада, что сделало город привлекательным для последующих завоевателей — Аурангзеба, Шиваджи, сына Аурангзеба Му Азама, пешв Баладжи Рао, Хайдера Али, Типу Султана и позднее британских колонизаторов.
В 1685 году город, находившийся к этому времени под властью Великих Моголов, был захвачен пешвами Маратхи. В 1764 году контроль над Дхарвадом установил Хайдер Али, махараджа Майсура. В 1791 году контроль над городом восстановили пешвы Маратхи. В 1818 году Дхарвад был оккупирован британцами и присоединён к Бомбейскому президентству.
В 1848 году была открыта первая английская средняя школа. В 1863 году Базельская миссия основала ещё одну западную школу. В 1888 году открылась железнодорожная станция.

### История Хубли
Хубли вырос и развивался как важный центр обработки и торговли хлопком, селитрой и железом. Известен со времён Виджаянагарской империи. В 1755—1756 годах контроль над городом установили правители Маратхи. Некоторое время город контролировал правитель Майсура, Хайдер Али, однако пешвы Маратхи восстановили контроль над городом в 1790 году.
Британцы захватили город в 1817 году. В 1880 году здесь были организованы железнодорожные мастерские, с этого времени Хубли развивался как важны промышленный центр Южной Индии.

### Совместная история
После обретения Индией независимости в 1947 году Хубли и Дхарвад остались в составе штата Бомбей.
В 1956 году вместе с другими каннадоговорящими областями вошли в состав штата Майсур (с 1972 года — Карнатака).
В 1962 году в результате объединены путём образования единой муниципальной корпорации.

## Физико-географическая характеристика
Хубли-Дхарвад расположен в 425 км к северо-западу от столицы штата, Бангалора. Город находится у подножия Западных Гат. Средняя высота над уровнем моря — 670 м. Город известен своими озёрами (Садханкери, Келгери, Новалур, Носаяллапур и Нуггикери).
Климат
Для Хубли-Дхарвада характерен тропический климат саванн. Лето жаркое и сухое, длится с конца февраля до начала июня. За ним следует сезон муссонов с умеренными температурами и большим количеством осадков. Температура с конца октября по начало февраля умеренная, осадков почти не наблюдается. Максимальная высота — 640 метров над уровнем моря, среднегодовая осадков — 838 мм.
| Показатель              | Янв. | Фев. | Март | Апр. | Май  | Июнь | Июль | Авг. | Сен. | Окт. | Нояб. | Дек. | Год   |
| ----------------------- | ---- | ---- | ---- | ---- | ---- | ---- | ---- | ---- | ---- | ---- | ----- | ---- | ----- |
| Абсолютный максимум, °C | 33,3 | 37,4 | 39,2 | 39,4 | 40,9 | 37,0 | 32,0 | 30,9 | 32,0 | 34,0 | 32,1  | 31,1 | 40,9  |
| Средний максимум, °C    | 29,3 | 31,7 | 34,5 | 36,0 | 34,5 | 28,2 | 25,9 | 25,6 | 27,7 | 29,4 | 28,7  | 28,3 | 29,98 |
| Средняя температура, °C | 21,9 | 23,7 | 26,5 | 28,3 | 27,8 | 24,6 | 23,2 | 22,9 | 23,7 | 24,2 | 22,8  | 21,8 | 24,3  |
| Средний минимум, °C     | 14,5 | 15,7 | 18,6 | 20,5 | 21,1 | 20,9 | 20,5 | 20,2 | 19,6 | 18,8 | 16,8  | 15,3 | 18,54 |
| Абсолютный минимум, °C  | 9,4  | 11,0 | 13,8 | 14,9 | 17,8 | 18,8 | 19,2 | 18,0 | 16,8 | 12,9 | 9,8   | 9,0  | 9,0   |
| Норма осадков, мм       | 0    | 0    | 10   | 40   | 60   | 150  | 210  | 200  | 110  | 60   | 30    | 0    | 730   |
| Источник:               |      |      |      |      |      |      |      |      |      |      |       |      |       |

## Экономика

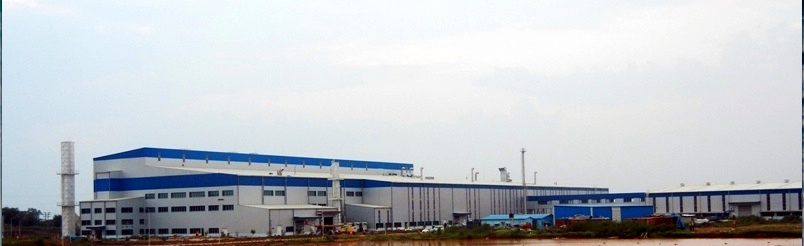
Tata Motors, Хубли-Дхарвад

Хубли-Дхарвад является вторым по значению (после Бангалора) промышленный и торговым центром Карнатаки. Здесь расположено более 1000 малых и средних предприятий. Здесь расположены предприятия фармацевтической, пищевой и обрабатывающей промышленности, производятся промышленные станки, электротовары, стальная фурнитура, дизельные локомотивы нового поколения развито кожевенное производство. В городе находится штаб-квартира крупнейшей в Азии логистической фирмы — VRL Logistics, расположено предприятие TATA Motors. В Хубли-Дхарваде расположена хлопчатобумажная фабрика — официальный производитель полотен флага Индии.
У национального шоссе № 4 (Пуна-Бангалор) основан парк IT-технологий Software Technology Parks of India.
В Хубли расположен крупнейший в Индии рынок хлопка.